# Argyromima mirabilis
Argyromima mirabilis är en tvåvingeart som beskrevs av Brauer och Julius Edler von Bergenstamm 1889. Argyromima mirabilis ingår i släktet Argyromima och familjen parasitflugor. Inga underarter finns listade.